# 깎은 정십이면체
| 깎은 정십이면체                       | 깎은 정십이면체                   |
| ------------------------------------- | --------------------------------- |
| (클릭해서 회전하는 모델을 볼 수 있다) |                                   |
| 종류                                  | 아르키메데스의 다면체 고른 다면체 |
| 성분                                  | F = 32, E = 90, V = 60 (χ = 2)    |
| 면의 수{변의 수}                      | 20{3}+12{10}                      |
| 콘웨이 표기법                         | tD                                |
| 슐레플리 기호                         | t{5,3}                            |
| 슐레플리 기호                         | t0,1{5,3}                         |
| 위토프 기호                           | 2 3 \| 5                          |
| 콕서터 다이어그램                     |                                   |
| 대칭군                                | Ih, H3, [5,3], (*532), 120차      |
| 회전군                                | I, [5,3]+, (532), 60차            |
| 이면각                                | 10-10: 116.57° 3-10: 142.62°      |
| 참조                                  | U26, C29, W10                     |
| 특성                                  | 반정다면체 볼록                   |
| 색칠된 면                             | 3.10.10 (꼭짓점 도형)             |
| 삼방이십면체 (쌍대다면체)             | 전개도                            |

깎은 정십이면체는 정십이면체의 각 꼭짓점을 잘라내어 만든 다면체이다. 면의 수는 축구공의 모양을 닮은 깎은 정이십면체와 같이 32개이고, 모서리의 수는 90개이며 꼭짓점의 수는 60개이다. 깎은 정십이면체의 깎인 정오각형 면은 각각 정십각형이 되고 깎은 꼭짓점은 각각 정삼각형 면이 된다.

## 공식
한 모서리의 길이가 {\displaystyle a}인 정십이면체의 겉넓이 {\displaystyle A}와 부피 {\displaystyle V}는 다음과 같다.
{\displaystyle A=5{\sqrt {3}}+30{\sqrt {5+2{\sqrt {5}}}}a^{2}}
{\displaystyle V={\frac {5}{12}}(99+47{\sqrt {5}})a^{3}}

## 비슷한 다면체
| 정십이면체 | 파일:TruncatedDodecahedron.svg · 깎은 정십이면체 | 파일:IcosiDodecahedron.svg · 십이이십면체 | 깎은 정이십면체 | 정이십면체 |